# José Amando Pérez
José Amando Pérez Arellano (1812 – 31 de agosto de 1875), fundador del Municipio Michelena; presbítero y doctor en Teología, quien fuera tío abuelo del Presidente, General Marcos Pérez Jiménez nacido en dicho poblado en 1914.

## Biografía
Nacido en 1812, en la zona ahora llamada Casa del Padre en el que sería para entonces territorio de Lobatera, en el seno de una familia muy pobre, que pudo enviarle a estudiar a la capital San Cristóbal con muchos esfuerzos económicos, haciéndose cura. Poco después, la iglesia lo destinó a Lobatera.

## Fundación de Michelena
El lunes 26 de febrero de 1849, ocurrió un terrible y dañino terremoto que destruyó varias poblaciones de la región, entre ellas Lobatera. El desastre lo aprovechó el padre Pérez para irse con varias familias, la suya y otras, a la Sabana Grande y fundar allí el Municipio Michelena, el domingo 4 de marzo de 1849. Le dio su nombre en honor al ilustre diputado el doctor Santos Michelena, muerto en el Atentado al Congreso de 1848.